# Pleurothallis cardiochila
Pleurothallis cardiochila är en orkidéart som beskrevs av Louis Otho Otto Williams. Pleurothallis cardiochila ingår i släktet Pleurothallis och familjen orkidéer. Inga underarter finns listade i Catalogue of Life.